# (31850) 2000 EB22
2000 إي بي 22 (ويعرف أيضًا باسم (31850) 2000 إي بي 22 وفق تسمية الكوكب الصغير) (بالإنجليزية: 2000 EB22)‏ هو كويكب ضمن حزام الكويكبات؛ وترتيبه 31850 من حيث الاكتشاف.
اكتُشف هذا الجُرم الفلكي بواسطة بحث لنكولن عن الكويكبات القريبة من الأرض في 5 مارس 2000.

## وصلات خارجية
- (31850) 2000 EB22 في قاعدة بيانات مختبر الدفع النفاث لأجرام النظام الشمسي الصغيرة

- الاكتشاف · مخطط المدار ·  العناصر المدارية · المعلمات المادية

- (31850) 2000 EB22 على موقع ويكي سكاي: DSS2, SDSS, GALEX, IRAS, Hydrogen α, X-Ray, Astrophoto, Sky Map, Articles and images